# Alto Douro (Cantagalo)
Pour les articles homonymes, voir Alto Douro.
Alto Douro est une localité de Sao Tomé-et-Principe située à l'est de l'île de São Tomé, dans le district de Cantagalo. C'est une ancienne roça.

## Population
Lors du recensement de 2012, 168 habitants y ont été dénombrés.

## Roça
Située en bord de mer, cette dépendance d'Água Izé est de type roça-terreiro, c'est-à-dire organisée autour d'un espace central.
Photographies et croquis réalisés en 2014 mettent en évidence la disposition des bâtiments, leurs dimensions et leur état à cette date.